# 諏訪神社 (横須賀市)

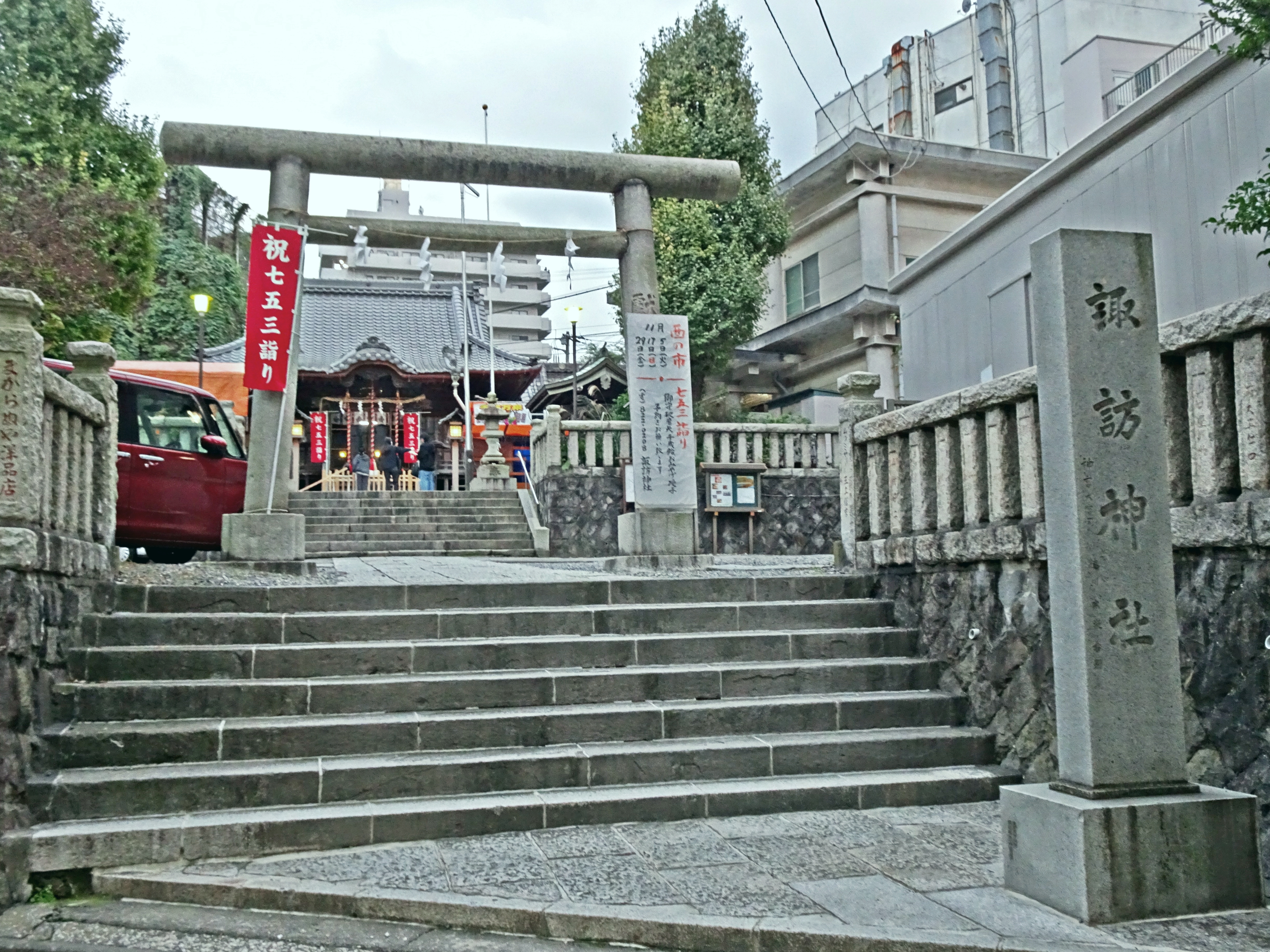
諏訪神社の鳥居

諏訪神社（すわじんじゃ）は、神奈川県横須賀市若松町にある神社。横須賀市の中心部にあるので、横須賀諏訪神社（よこすかすわじんじゃ）とも称される。

## 概要
京急横須賀中央駅の東脇に鎮座している。
創建は1573年（天正元年）3月12日、信濃国諏訪明神から勧請されたとされる。
1922年（大正11年）5月に村社に列格、同年9月に神饌幣帛料供進社に指定。
境内社・大鷲神社の祭礼である11月の酉の市は、地域の風物詩として知られる。

## 祭神
- 建御名方命

## 境内社
- 水天宮（祭神：天御中主神、安徳天皇、建礼門院平中宮、二位尼時子）
- 大鷲神社（祭神：天日鷲命、日本武尊）
- 稲荷社 (三富稲荷)（祭神：宇迦御魂神、大市姫神）

## 祭事
- 歳旦祭 : 1月1日
- 節分祭 : 2月節分
- 祈年祭 : 3月上旬
- 例大祭 : 5月25日ごろ（直近の日曜日）
- 新嘗祭 : 11月上旬
- 大鷲祭（酉の市）: 11月酉の日

## アクセス
- 京急横須賀中央駅東口から徒歩2分。